# 東北神農同志会
東北神農同志会（とうほくしんのうどうしかい）はかつて東北地方に存在した的屋系暴力団の親睦団体。
1986年、山口組、稲川会、住吉会などの博徒系広域暴力団の東北地方進出に対抗するため、東北地方の的屋系17団体で結成。加盟団体は西海家、東京盛代、不流興行、源清田、飯島、桝屋、姉ヶ崎、花又、奥州松前屋、寄居、會津家、奥州梅家、丸正、奥州山口、両國家、丁字家、極東佐藤会。「分家が稼業違い（博徒）に入った場合は庭場は本家預かりとする。本家が稼業違いに入った場合は庭場は東北神農同志会預かりとする。」などの規則をつくり、庭場を守ろうとした。現在は殆どの組織が吸収されるか解散している。